# Энквист, Томас
Томас Карл Юхан Энквист (швед. Thomas Karl Johan Enqvist, род. 13 марта 1974 года, Стокгольм, Швеция) — бывший шведский профессиональный теннисист.
- Финалист Открытого чемпионата Австралии в 1999 году.
- Обладатель 19 титулов ATP в одиночном разряде и 1 титул в парном.
- Наивысшая позиция в рейтинге ATP — 4-е место (15 ноября 1999).
- Победитель юниорского турнира Открытого чемпионата Австралии в 1991 году.
- Победитель юниорского Уимблдонского турнира в 1991 году.
- Победитель юниорского турнира Открытого чемпионата Франции в парном разряде в 1991 году.

## Личные данные
Семья: отец Фольке — инженер, мать Биргитта — экономист.
Любит играть в футбол. Болеет за хоккейную команду «Филадельфия Флайерз».
Любимые фильмы — «Криминальное чтиво» и «Тупой и ещё тупее».

## Спортивная карьера
Томас Энквист начал профессиональную карьеру в 1991 году. В этом году ему удается сильно блеснуть на юниорском уровне. за один сезон он сумел выиграть юниорские соревнования на Открытом чемпионате Австралии и Уимблдонском турнире в одиночном разряде, а также на Открытом чемпионате Франции в парном. На следующий год он дебютирует на Турнире Большого шлема во взрослых соревнованиях на Открытом чемпионате Австралии, выигрывает свой первый титул ATP в итальянском Больцано и финиширует в первой сотне теннисистов-профессионалов. В 2003 году одерживает вторую победу в турнирах ATP в Скенектади.
Одним из наиболее удачных сезонов в карьере Томаса можно назвать 1995 год. За один сезон он сумел выиграть сразу пять турниров: Окленд, Филадельфия, Пайнхерст, Индианаполис и Стокгольм. По итогам года он вошел в первую десятку (7 место) и получил  награду ATP «Прогресс года». В 1996 году впервые доходит до четвертьфинала Турнира Большого шлема. Происходит это на Открытом чемпионате Австралии. Также Энквисту удается выиграть еще три турнира в Нью-Дели, в родном для себя Стокгольме, а также престижный турнир серии Мастерс в Париже. В этом сезоне участвует в теннисном турнире Олимпийских игр в Атланте, где проигрывает в третьем раунде.
Два года подряд (1997 и 1998) Энквисту удается победить на турнире в Марселе. Также в 1998 году он добивается успеха на турнире в Мюнхене. Успешное начал Томас сезон 1999 года, после победы на турнире в Аделаиде его ждет выступление на Открытом чемпионате Австралии. В Австралии ему удается обыграть Яна-Майкла Гэмбилла, Байрон Блэка, австралийцев Патрика Рафтера и Марка Филиппуссиса, в четвертьфинале швейцарца Марка Россе, а в полуфинале Николаса Лапентти и таким образом дойти до финала. В финале он встречается с россиянином Евгением Кафельниковым. Выиграв первый сет со счетом 6-4, Томас все же в оставшихся трех проигрывает и уступает с общим счетом 6-4, 0-6, 3-6, 6-7(1). Этот финал становится лучшим выступлением на Турнирах Большого шлема в карьере Томаса Энквиста.
Победив в ноябре 1999 года на турнире серии Мастерс в Штутгартеи третий раз в родном Стокгольме, он 15 ноября достигает высшей строчки в рейтинге в своей карьере — 4 место.
В 2000 году Томас сумел дойти до двух финалов турниров серии Мастерс в Индиан-Уэллсе, где проигрывает Алексу Корретха 4-6, 4-6, 3-6 и в Цинциннати, где на этот раз сумел победить Тима Хэнмана 7-6(5), 6-4. Помимо этого в этом сезоне Энквисту удается победить на турнире в Базеле, обыграв в пяти сетах 19-летнего швейцарца Роджера Федерера. В 2001 году ему удается пробиться в четвертьфинала на Уимблдонском турнире. В 2002 году, выиграв в третий раз в карьере, на турнире в Марселе Томас Энквист завоевывает свой 19-й и последний титул ATP. В 2004 во второй раз в карьере участвует на Олимпийских играх. На этот раз на Олимпиаде в Афинах он выбывает уже в первом раунде, как в одиночном, так и в парном разряде. В 2006 году заявил о завершении спортивной карьеры.

## Интересные факты
- Чаще всего Томас в финалах на турнирах ATP встречался с россиянином Евгением Кафельниковым — три раза. При этом два раза он добился победы в Париже и Марселе и один раз проиграл в финале Открытого чемпионата Австралии.

## Финалы турниров Большого шлема

### Одиночный разряд (1)

#### Поражение (1)
| №  | Год  | Турнир                       | Соперник в финале   | Счет                  |
| -- | ---- | ---------------------------- | ------------------- | --------------------- |
| 1. | 1999 | Открытый чемпионат Австралии | Евгений Кафельников | 6-4, 0-6, 3-6, 6-7(1) |

## Выступления на турнирах ATP
| Легенда                        |
| ------------------------------ |
| Турниры Большого шлема         |
| Кубок Мастерс / финал АТР-тура |
| ATP Мастерс / ATP Мастерс 1000 |
| АТР Gold / АТР 500             |
| АТР International/ АТР 250     |

### Титулы за карьеру (20)

#### Одиночный разряд (19)
| №   | Дата        | Турнир        | Покрытие | Соперник в финале   | Счёт в финале          |
| --- | ----------- | ------------- | -------- | ------------------- | ---------------------- |
| 1.  | 19 окт 1992 | Больцано      | Ковер    | Арно Бёч            | 6-1 1-6 7-6(7)         |
| 2.  | 30 авг 1993 | Скенектади    | Хард     | Бретт Стивен        | 4-6 6-3 7-6(0)         |
| 3.  | 16 янв 1995 | Окленд        | Хард     | Чак Адамс           | 6-2 6-1                |
| 4.  | 27 фев 1995 | Филадельфия   | Ковер    | Майкл Чанг          | 0-6 6-4 6-0            |
| 5.  | 15 мая 1995 | Пайнхерст     | Грунт    | Хавьер Франа        | 6-3 3-6 6-3            |
| 6.  | 21 авг 1995 | Индианаполис  | Хард     | Бернд Карбахер      | 6-4 6-3                |
| 7.  | 13 ноя 1995 | Стокгольм     | Хард     | Арно Бёч            | 7-5 6-4                |
| 8.  | 15 апр 1996 | Нью-Дели      | Хард     | Байрон Блэк         | 6-2 7-6(3)             |
| 9.  | 4 ноя 1996  | Париж         | Ковер    | Евгений Кафельников | 6-2 6-4 7-5            |
| 10. | 11 ноя 1996 | Стокгольм (2) | Хард     | Тодд Мартин         | 7-5 6-4 7-6(0)         |
| 11. | 17 фев 1997 | Марсель       | Хард     | Марсело Риос        | 6-4 1-0, отказ         |
| 12. | 9 фев 1998  | Марсель(2)    | Хард     | Евгений Кафельников | 6-4 6-1                |
| 13. | 4 мая 1998  | Мюнхен        | Грунт    | Андре Агасси        | 6-7(4) 7-6(6) 6-3      |
| 14. | 11 янв 1999 | Аделаида      | Хард     | Ллейтон Хьюитт      | 4-6 6-1 6-2            |
| 15. | 1 ноя 1999  | Штутгарт      | Хард     | Рихард Крайчек      | 6-1 6-4 5-7 7-5        |
| 16. | 15 ноя 1999 | Стокгольм (3) | Хард     | Магнус Густафссон   | 6-3 6-4 6-2            |
| 17. | 5 июл 2000  | Цинциннати    | Хард     | Тим Хенмен          | 7-6(5) 6-4             |
| 18. | 30 окт 2000 | Базель        | Грунт    | Роджер Федерер      | 6-2 4-6 7-6(4) 1-6 6-1 |
| 19. | 18 фев 2002 | Марсель (3)   | Грунт    | Николя Эскюде       | 6-7(4) 6-3 6-1         |

#### Парный разряд (1)
| №  | Дата        | Турнир  | Покрытие | Партнёр        | Соперники в финале           | Счёт в финале |
| -- | ----------- | ------- | -------- | -------------- | ---------------------------- | ------------- |
| 1. | 17 фев 1997 | Марсель | Хард     | Магнус Ларссон | Оливье Делатр Фабрис Санторо | 6-3, 6-4      |

### Поражения в финалах (8)

#### Одиночный разряд (7)
| №  | Дата        | Турнир                       | Покрытие | Соперник в финале   | Счёт в финале         |
| -- | ----------- | ---------------------------- | -------- | ------------------- | --------------------- |
| 1. | 7 авг 1995  | Лос-Анджелес                 | Хард     | Михаэль Штих        | 7-6(7), 6-7(4), 2-6   |
| 2. | 28 июл 1997 | Лос-Анджелес                 | Хард     | Джим Курье          | 4-6, 4-6              |
| 3. | 2 мар 1998  | Филадельфия                  | Хард     | Пит Сампрас         | 5-7, 6-7(3)           |
| 4. | 1 фев 1999  | Открытый чемпионат Австралии | Хард     | Евгений Кафельников | 6-4, 0-6, 3-6, 6-7(1) |
| 5. | 10 янв 2000 | Аделаида                     | Хард     | Ллейтон Хьюитт      | 6-3, 3-6, 2-6         |
| 6. | 20 мар 2000 | Индиан-Уэллс                 | Хард     | Алекс Корретха      | 4-6, 4-6, 3-6         |
| 7. | 28 авг 2000 | Лонг-Айленд                  | Хард     | Магнус Норман       | 3-6, 7-5, 5-7         |

#### Командные турниры (1)
| №  | Год  | Турнир       | Команда                                             | Соперник в финале                           | Счёт |
| 1. | 1996 | Кубок Дэвиса | Швеция Й. Бьоркман, Н. Култи, С. Эдберг, Т. Энквист | Франция А. Бёч, С. Пьолин, Г. Рау, Г. Форже | 2-3  |